# El Dedo
El Dedo fue una revista uruguaya de humor político.

## Historia
Fundada en 1982 por Antonio Dabezíes, tuvo un papel muy destacado en la opinión pública en los últimos años de la dictadura, si bien se publicaron sólo siete números.
Contó con el aporte de escritores, humoristas y dibujantes como Roy Berocay, Fermín Hontou (autor de la "mascota" con forma de dedo), Milton Fornaro, César di Candia, Tunda Prada, «Cuque» Sclavo, Lizán, etc.
Después de que la dictadura clausurara definitivamente El Dedo, Dabezíes con su mismo equipo fundó también en 1983 la revista Guambia, con un perfil más periodístico, sin dejar de lado el humor. Se publicó hasta 2012.